# Prozess (Recht)
Ein Prozess ist ein streitiges Verfahren vor einem Gericht, das durch eine Klage (im Falle des Strafprozesses durch eine Anklage) eingeleitet wird und darauf zielt, die Rechtslage durch eine vollstreckbare Entscheidung (ein Gerichtsurteil, einen Gerichtsbeschluss oder einen gerichtlichen Vergleich) zu klären.

## Streitiges Verfahren
Der Begriff „streitiges“ Verfahren bezieht sich auf die Abgrenzung zu „nichtstreitigen“ Verfahren, die ebenfalls von Gerichten durchgeführt werden; zu den letzteren zählen z. B. Verfahren, die die Eintragung von grundstücksbezogenen Rechten in das Grundbuch betreffen. Sie zählen zum Bereich der freiwilligen Gerichtsbarkeit, für den ein eigenes Verfahrensrecht gilt. Das deutsche Recht kennt kein einheitliches Prozessrecht. „Gerichtsverfahren“ ist also ein weiter gefasster, allgemeinerer Begriff als „Prozess“.
Die verschiedenen Gerichtszweige haben jeweils ihre eigenen Prozessordnungen.

## Differenzierung
Als Aktivprozess bezeichnet man ein Gerichtsverfahren aus der Perspektive des Klägers. Dieser hat den Prozess initiiert. Dagegen führt der Beklagte einen Passivprozess – er hat den Prozess nicht angestrebt, sondern „erleidet“ ihn.